# Валентінос Сіеліс
Валентінос Сіеліс (грец. Βαλεντίνος Σιέλης; нар. 1 березня 1990, Пафос) — кіпрський футболіст, захисник клубу «Канвон».
Виступав, зокрема, за клуби «Анортосіс» та АЕЛ, а також національну збірну Кіпру.

## Клубна кар'єра
Вихованець юнацьких команд футбольних клубів «Арсенал» (Лондон) та «Тоттенгем Готспур».
У дорослому футболі підписав свій перший контракт 2008 року з англійським клубом «Донкастер Роверз», але не потрапивши до основного складу повернувся на батьківщину, де захищав кольори команди клубу «Ентої Лакатамія».
Своєю грою за останню команду привернув увагу представників тренерського штабу клубу «Анортосіс», до складу якого приєднався 2009 року. Відіграв за кіпрську команду наступні п'ять сезонів своєї ігрової кар'єри.
2014 року уклав контракт з клубом АЕЛ, у складі якого провів наступні три роки своєї кар'єри гравця.
До складу клубу «Канвон» приєднався 2017 року. Відтоді встиг відіграти за пхьончханську команду 7 матчів в національному чемпіонаті.

## Виступи за збірні
Протягом 2009—2012 років залучався до складу молодіжної збірної Кіпру. На молодіжному рівні зіграв у 9 офіційних матчах, забив 2 голи.
2011 року дебютував в офіційних матчах у складі національної збірної Кіпру. Наразі провів у формі головної команди країни 14 матчів, забивши 1 гол.

## Статистика виступів

### Статистика клубних виступів
Статистика станом на 27 червня 2017 року
| Команда            | Сезон             | Чемпіонат | Чемпіонат | Національний кубок | Національний кубок | Єврокубки | Єврокубки | Усього | Усього |
| Команда            | Сезон             | Ігор      | Голів     | Ігор               | Голів              | Ігор      | Голів     | Ігор   | Голів  |
| ------------------ | ----------------- | --------- | --------- | ------------------ | ------------------ | --------- | --------- | ------ | ------ |
| «Донкастер Роверз» | 2007–08           | –         | –         | –                  | –                  | –         | –         | –      | –      |
| «Донкастер Роверз» | Разом             | –         | –         | –                  | –                  | –         | –         | –      | –      |
| «Ентої Лакатамія»  | 2008–09           | 3         | 0         | –                  | –                  | –         | –         | 3      | 0      |
| «Ентої Лакатамія»  | Разом             | 3         | 0         | –                  | –                  | –         | –         | 3      | 0      |
| «Анортосіс»        | 2009–10           | 0         | 0         | 2                  | 0                  | 1         | 0         | 3      | 0      |
| «Анортосіс»        | 2010–11           | 17        | 0         | 0                  | 0                  | 1         | 0         | 18     | 0      |
| «Анортосіс»        | 2011–12           | 17        | 0         | 0                  | 0                  | 3         | 0         | 20     | 0      |
| «Анортосіс»        | 2012–13           | 16        | 0         | 3                  | 0                  | 0         | 0         | 19     | 0      |
| «Анортосіс»        | 2013–14]]         | 17        | 0         | 2                  | 0                  | 0         | 0         | 19     | 0      |
| «Анортосіс»        | Разом             | 67        | 0         | 7                  | 0                  | 5         | 0         | 79     | 0      |
| АЕЛ                | 2014–15           | 23        | 1         | 6                  | 1                  | 5         | 0         | 34     | 2      |
| АЕЛ                | 2015–16           | 24        | 1         | 4                  | 0                  | 0         | 0         | 28     | 1      |
| АЕЛ                | 2016–17           | 18        | 1         | 2                  | 0                  | 0         | 0         | 20     | 1      |
| АЕЛ                | Разом             | 65        | 3         | 12                 | 1                  | 5         | 0         | 82     | 4      |
| «Канвон»           | 2017              | 7         | 1         | 0                  | 0                  | –         | –         | 7      | 1      |
| «Канвон»           | Разом             | 7         | 1         | 0                  | 0                  | –         | –         | 7      | 1      |
| Усього за кар'єру  | Усього за кар'єру | 142       | 4         | 19                 | 1                  | 10        | 0         | 171    | 5      |

### Голи в складі збірної
Матч національної збірної.
| No | Дата              | Арена              | Суперник  | Гол | Рахунок | Турнір               |
| -- | ----------------- | ------------------ | --------- | --- | ------- | -------------------- |
| 1. | 13 листопада 2016 | ГСП, Нікосія, Кіпр | Гібралтар | 3–1 | 3–1     | кваліфікація ЧС 2018 |